# Chiesa di Santa Maria della Selva
La chiesa di Santa Maria della Selva è una chiesa situata nel comune di Castel Frentano in provincia di Chieti, conosciuta anche come chiesa della Madonna dell'Assunta.

## Storia

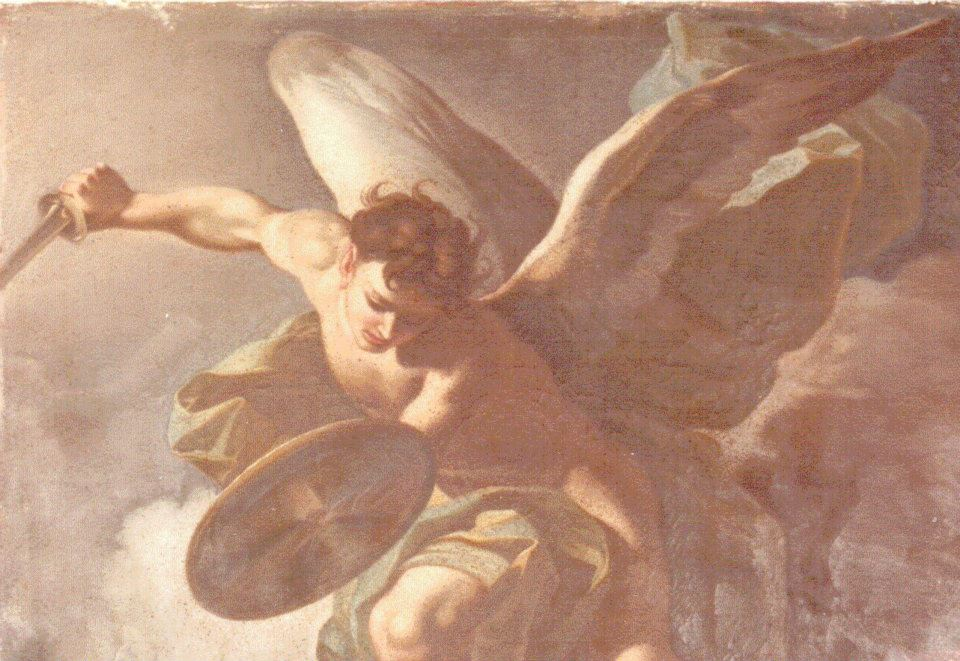
Olio su tela di Francesco Solimena- Santuario dell'Assunta: particolare della "Cacciata degli angeli ribelli dal Paradiso", sagrestia.

Nell'area circostante la chiesa c'era una fitta selva. La leggenda vuole che un contadino andato a far legna in questa selva vide tra i rami di un albero l'immagine della Madonna col bambino in braccio. Come fece per rimuovere la statua essa non volle smuoversi dall'albero, segno divino che la Madonna voleva rimanere in quel luogo allora si provvide ben presto alla costruzione di una primitiva cappella. Si diede nome quindi alla chiesa e alla statua ivi venerata di "Santa Maria della Selva" proprio per la presenza della Selva lì presente. A causa dell'incremento della popolazione di Castel Nuovo nel XVIII secolo fu deciso di disboscare l'area per permettere il pascolo e l'agricoltura. Dell'antica selva rimane una piccola parte nella località Cesa chiamata appunto "la Selvetta".
La statua della Madonna della Selva è un tipico esempio di Statue lignee abruzzesi del XIV. La Madonna è seduta su un trono e ha il bambino in braccio benedicente. Secondo lo stile barocco fu rivestita di un broccato tutto tempestato di ori votivi. Nel gennaio del 1970 il broccato con gli ori e tutti gli ex voto furono rubati. Nonostante la chiesa e l'antica statua siano dedicate alla "Madonna della Selva", il culto mariano è più improntato sulla Beata Vergine Assunta. Tanto è vero che la festa si celebra il giorno dell'Assunzione (15 agosto) e si porta in processione la statua dell'Assunta, una conocchia del XIX secolo con un ricco abito e mantello ricamato, e non l'antica statua del XIV secolo.
Dell'epoca precisa di costruzione della chiesa nulla si conosce, tuttavia si suppone dai resti delle fondamenta su cui si sviluppa la chiesa odierna che risalga al XIV secolo. Ad ogni modo le prime notizie certe sono del XVI secolo. Due secoli più tardi la chiesa venne ristrutturata del tutto e riaperta al culto il 25 maggio 1728 come attesta una targa.
Il 15 gennaio 1822 la chiesa ottenne da papa Pio VII l'indulgenza plenaria che può essere lucrata tutti gli anni dai primi vespri della Solennità dell'Assunzione a tutto il giorno della festa. Il rito che accompagna l'inaugurazione dell'indulgenza è il cosiddetto "Perdono", una processione penitenziale che parte dalla chiesa di Santo Stefano protomartire a questa chiesa; arrivato al sacro tempio il corteo gira attorno alla chiesa per tre volte cantando il Miserere, il parroco legge il quadro dell'indulgenza (conservato in sacrestia ed esposto solo il 14 e il 15 agosto), lo incensa e dona ai fedeli l'assoluzione, segue la celebrazione eucaristica. Dalla concessione dell'indulgenza la chiesa di Santa Maria della Selva è santuario.
Una grazia legata al Santuario dell'Assunta è il "miracolo della pioggia". Nella primavera del 1893 a Castel Nuovo (l'antico nome del Paese fino al 1863) non piovve mai e il 19 aprile si celebrarono le rogazioni per chiedere l'aiuto alla Madonna dell'Assunta. Arrivati nel santuario durante i sacri riti cominciò a gocciolare dell'acqua dal soffitto del santuario; i fedeli gridarono al miracolo e cominciarono a raccogliere quell'acqua miracolosa. Nei giorni seguenti ricominciò a piovere su Castel Nuovo preservando i campi dalla siccità. Da allora in ringraziamento alla Madonna dell'Assunta ogni anno il 19 aprile si riuniscono le "cumbagnjie"; gruppi di devoti che da ogni contrada del paese si riuniscono facendo una processione girando le chiese principali del Paese e pregando. Giunti al Santuario si celebra una messa in onore della Madonna e si cantano canti tradizionali a Maria tramandati oralmente.

## Descrizione
La facciata è in mattoni suddivisa in due settori mediante paraste binate site agli angoli. Al primo livello le paraste sono di stampo tuscanico sono impostate su un basamento in pietra. Sul portale centrale è posta l'iscrizione latina che ricorda il rifacimento del 1725 ad opera del sacerdote don Pietro dei Marchesi Crognale.  Nel finestrone centrale della facciata è stata posta, in occasione dell'Anno Santo 1950, una grande vetrata rappresentante "l'Assunzione di Maria".
Il campanile è addossato alla destra dell'edificio suddiviso su quattro livelli scanditi da cornici marcapiano e conservava la campana più antica della Diocesi di Lanciano - Ortona datata 1517. Dato che la campana si quarchiò, fu rimossa e depositata nell'archivio comunale. Il campanile è stato sopraelevato di un livello negli anni '50; per ospitare la nuova cella campanaria con un concerto di 3 campane Mari.
L'ingresso è preceduto da un ampio scalone piramidale che immette in un portale sormontato da un timpano curvilineo spezzato sopra di esso una finestra con un altro timpano ed il frontone con un oculo. La facciate laterali sono intonacate. L'interno è a navata unica con copertura a botte lunettata e una cupola sita nella parte terminale. Le tre volte pitturate dal castellino Giuliano Crognale (1770-1862) nel 1836, rappresentato la "Dormitio Mariae", l'"Assunzione" e "l'Incoronazione della Vergine". Crognale dipinse anche la "Strage degli innocenti" presso la lunetta del catino absidale.
L'abside presenta ricche decorazioni nonché una scultura in legno policromo del XIV secolo raffigurante la Madonna in trono con bambino benedicente, la "Vergine della Selva". La Madonna di recente è stata restaurata, eliminando gli strati dei ritocchi di pennello.
Le pareti laterali presentano degli altari, realizzati sempre in scagliola, a tabernacolo con doppie colonne e timpani concavi. Le colonne, l'altare maggiore sono opera dello scagliolista Alessandro Terzani di Como, che a Castel Frentano realizzò sempre la mensa d'altare della chiesa del Rosario.
Nel suo interno sono conservate opere d'arte di gran pregio come la "Cacciata degli angeli ribelli", opera di Francesco Solimena, certificata presso il fondo Zeri di Bologna, oppure il grande affresco della controfacciata "Cacciata dei mercanti dal Tempio",  opera di Donato Teodoro da Chieti del 1728. Teodoro realizzò  anche le due tele laterali presso l'altare maggiore, ornato da tabernacolo in stucco con le statue dei Santi Pietro e Paolo, e affrescò la cupola con la scena del "Trionfo di Giuditta su Oloferne". Le due tele laterali teodoriane illustrano le "Nozze di Cana - Moltiplicazione dei pani e pesci", ispirate alle stesse opere realizzate da Luca Giordano a Napoli.
Presso l'altare maggiore si trova la statua trecentesca della Madonna col Bambino, detta "Santa Maria della Selva", recentemente restaurata dalle ridipinture posticce. La statua processionale è ottocentesca e mostra la Madonna con vesti azzurrine attorniata da 2 angeli. Altre opere di interesse sono una statua di Sant'Anna con Maria Bambina, una tela laterale di Donato Teodoro che illustra "L'estasi di Santa Teresa", con sale stemma della famiglia Crognale che la commissionò. Nelle vicinanze c'è il sepolcro del canonico don Stefano Crognale che finanziato i lavori di ampliamento del santuario, con un ritratto dipinto da Giuliano Crognale suo pronipote. A seguire una tela a destra del pittore locale Eliseo De Luca, che illustra "San Francesco da Paola che predica", scadente copia di un originale di Niccola Monti di Ascoli conservato nella Basilica cattedrale di Lanciano.
Nella parte inferiore del santuario vi è la cripta dedicata a Santa Teresa, dove sono sepolti i membri delle famiglie nobili Crognali e Cavacini, tamponata con terreno di riporto coi lavori di sopraelevazione della chiesa. Un arco è visibile dalle scalette retrostanti la chiesa.